# Hampsonita esmeralda
Hampsonita esmeralda är en fjärilsart som beskrevs av George Francis Hampson 1910. Hampsonita esmeralda ingår i släktet Hampsonita och familjen tandspinnare. Inga underarter finns listade i Catalogue of Life.